# Montageperiode
De montageperiode is een fase in de totstandkoming van een theatervoorstelling.
In het algemeen gaat deze periode vooraf aan de première. Tijdens de montageperiode komen de resultaten van het werk van alle disciplines (spel, licht, geluid en video, decor) bij elkaar en worden vervolgens nauwkeurig op elkaar afgestemd. Dat houdt onder andere in, dat gekeken wordt naar het lichtplan en het geluidsplan. Dus, hangt die ene spot wel op de juiste plaats en is het geluid daar niet te luid. Vervolgens wordt het lichtplan uitgewerkt tot zogenaamde lichtstanden. 
Ook wordt er dan een cue list gemaakt. De technicus die de voorstelling 'draait' kan aan de hand van deze lijst zien op welk moment welke handeling moet worden verricht. Wanneer dan alle puzzelstukjes van spel, licht, geluid en decor op elkaar aansluiten, dan is de productie klaar voor de première.